# Río Louro
El río Louro es un río de la provincia de Pontevedra, Galicia, España. Es un afluente del río Miño, en su tramo final, por su margen derecha.

## Recorrido
El río Louro nace a 400 metros de altitud en el municipio de Pazos de Borbén, en la Sierra do Galleiro con más de 700 m de altitud, y desemboca en el río Miño en la localidad de Pazos de Reis, en el municipio de Tuy. Su longitud total es 30 km, su cuenca cubre unos 174 km² de superficie. A lo largo de su recorrido atraviesa los municipio de Pazos de Borbén, Mos, Redondela, Porriño y Tuy.

## Régimen hídrico
El régimen del río Louro es de tipo pluvial, pues las precipitaciones medias de su cuenca alcanzan los 1.783 mm anuales, y puede superar los 2.000 mm en su zona suroccidental. Tiene un caudal medio de 8,44 m³/s. Su régimen es estacional y los máximos son en febrero y los mínimos en agosto.
En el Ayuntamiento de Mos hay varios molinos de agua que junto con las presas artificiales de agua para el riego, indican la importancia del Río en al economía local.

## Biodiversidad
As Gándaras de Budiño están formadas por lagunas, bosques pantanosos y brañas. A lo largo de su recorrido podemos encontrar más de 150 especies de vertebrados como nutrias, jinetas, tejones o zorros. 12 de reptiles como lagartos, ranas, sapos o tritones y más de 135 de aves como la garza real, miñato, ánade azulón, mochuelo, martín pescador, tórtola, murciélago de herradura o la lavandera.
A lo largo de su recorrido podemos encontrar numerosas especies de árboles como alisios, fresnos, sauces o robles.

## Geología
El Río Louro aprovecha una fractura N-S en la Depresión Meridiana, dando lugar al valle de la Louriña. El Louro serpentea entre dos conjuntos graníticos, el Penedo Corucho y el Faro de Budiño. Recoge los aportes de numerosos riegos procedentes de la Sierra de Galleiro. O subsuelo del fondo del valle está compuesto de arcillas y arenas mal drenadas, que junto con la cal, produce fenómenos de impregnación. 
A medio discurrir, el Río alimenta a Las Gándaras de Budiño. Esta zona húmeda se formó con la colmatación de antiguas lagunas que se convirtieron en zonas pantanosas. el terreno se hundió debido a la aparición de varias fracturas tectónicas; y se llenó de sedimentos por la inundación del río Miño, que dejó gravas y arenas.

## Historia
En las excavaciones efectuadas en As Gándaras de Budiño, se encontraron referencias del  Pleistoceno y numerosos elementos del Musteriense dentro del Paleolítico medio y relacionado con el Homo neanderthalensis. Se identificaron zonas de talleres y presencia de hogares. Además de este yacimiento, hay otros muchos hallazgos en el área, que constituyen un emplazamiento estratégico dentro de la movilidad de la fachada atlántica.
El Camino Portugués a Santiago de Compostela sigue su cauce por su margen izquierda desde Tui hasta Os Valos, cerca de Redondela, donde el río desciende de la montaña en la Serra do Galleiro.